# Aérodrome de Taplejung
L'aérodrome de Taplejung (code IATA : TPJ • code OACI : VNTJ) est une piste d'aviation desservant Taplejung, dans le District de Taplejung du Mechi, au Népal. Il est aussi familièrement dénommé Aéroport Suketar.

## Installations
L'aéroport possède une unique piste en asphalte orientée 07/25.

## Situation
| \| 100 km1:3 095 000 \| Bajura Bhadrapur Bhâratpur Bhojpur Biratnagar Dhangadhi Dolpa Janakpur Jomsom Jumla Katmandou Lamidanda Lukla Manang Meghauli Nepalganj Phaplu Pokhara Ramechhap Rukumkot Rumjatar Simara Siddharthanagar Simikot Surkhet Talcha Taplejung Thamkharka Tumlingtar Dang |
| 100 km1:3 095 000 |

## Compagnies aériennes et destinations
| Compagnies     | Destinations                    |
| -------------- | ------------------------------- |
| Nepal Airlines | Biratnagar, Katmandou-Tribhuvan |
| Tara Air       | Katmandou-Tribhuvan             |

## Galerie

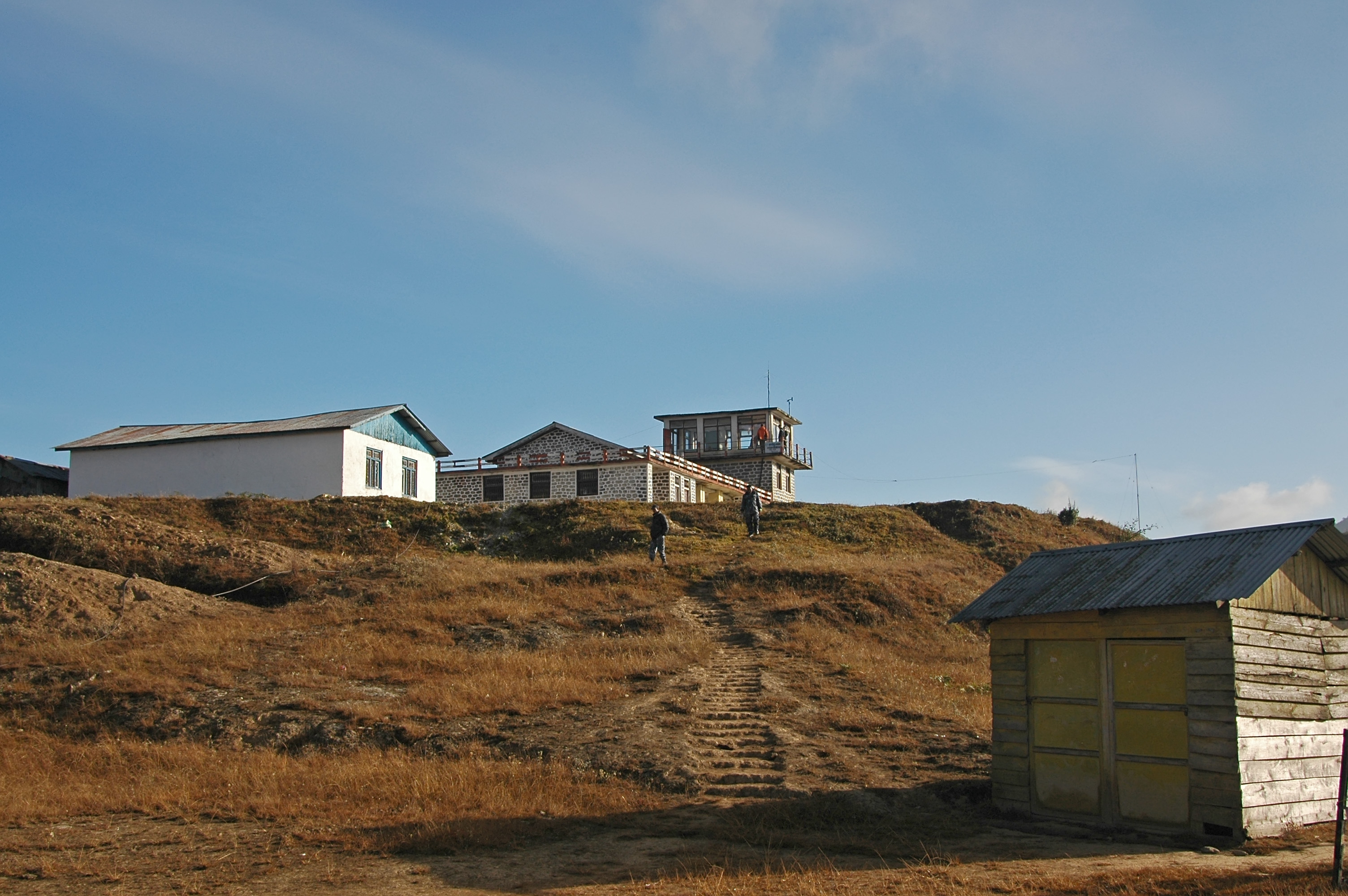
Tour de Suketar
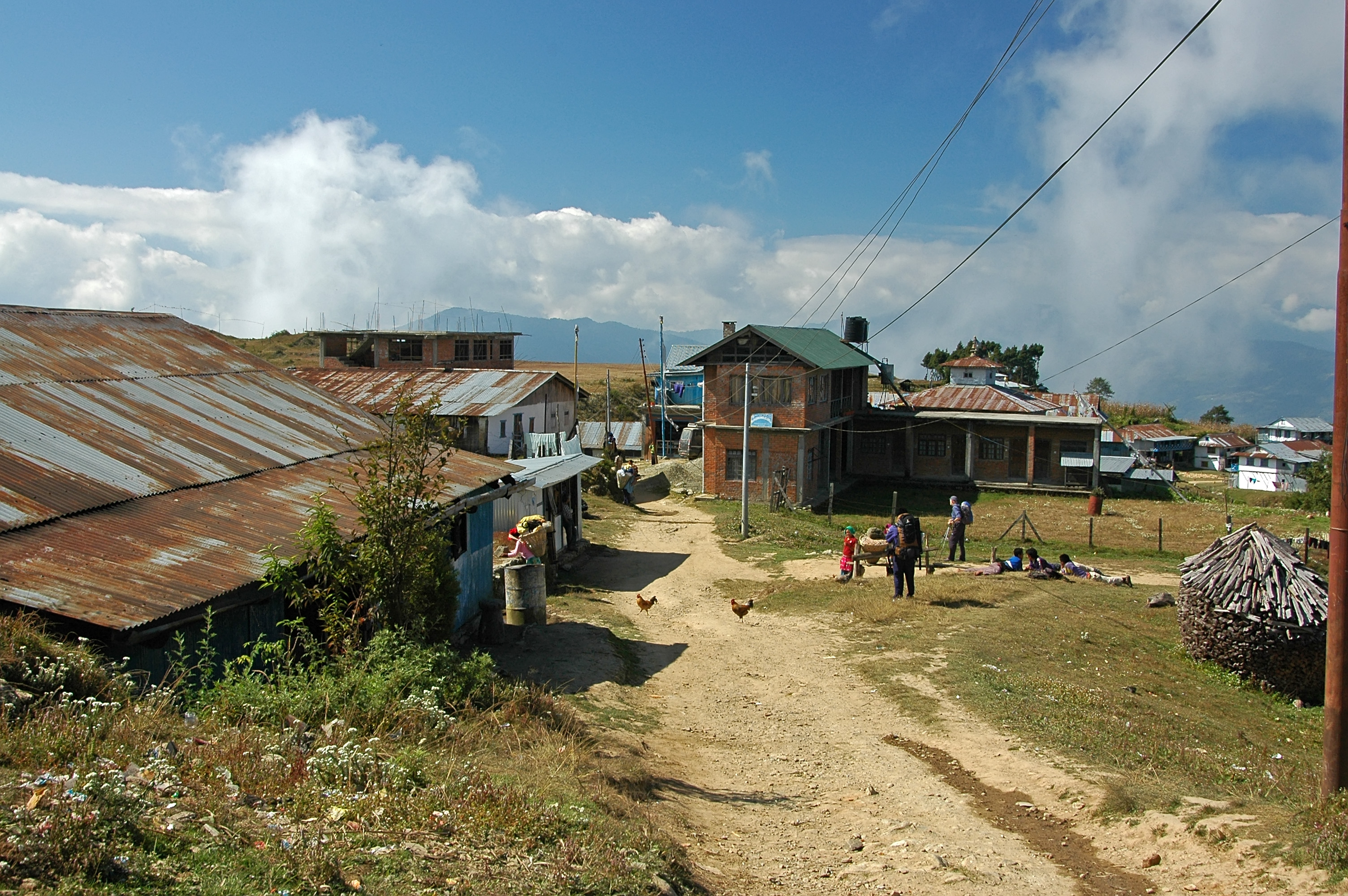
Village